# Химия на околната среда
Химията на околната среда е интердисциплинарна научна област, съчетаваща методи на химията и науките за околната среда и разчитаща в голяма степен на аналитичната химия. Тя  изучава химичните и биохимичните явления, протичащи в околната среда - източниците, реакциите, преноса, въздействията и живота на химическите продукти в атмосферата, почвите и водите.
Химията на околната среда не трябва да се бърка със зелената химия, която има за цел ограничаването на замърсяването на околната сред в неговия източник.